# Sandmåra
Sandmåra (Galium arenarium) är en måreväxtart som beskrevs av Jean Loiseleur-Deslongchamps. Enligt Catalogue of Life ingår Sandmåra i släktet måror och familjen måreväxter, men enligt Dyntaxa är tillhörigheten istället släktet måror och familjen måreväxter. Arten förekommer tillfälligt i Sverige, men reproducerar sig inte. Inga underarter finns listade i Catalogue of Life.